# A Soldier's Story (película de 2015)
A Soldier's Story es una película nigeriana de acción de 2015 dirigida por Frankie Ogar y protagonizada por Tope Tedela, Linda Ejiofor y Daniel K Daniel. Por su papel en el filme, Daniel K Daniel fue galardonado en los Premios de la Academia del Cine Africano y en los Africa Magic Viewers Choice Awards.

## Sinopsis
La escena inicial presenta a algunos soldados en una ciudad desgarrada por la guerra en un país vecino de Nigeria. Una bomba explota después de que unos rebeldes atacan a los soldados. El Mayor Egan (Tope Tedela) se escapa de su cama matrimonial para vestirse para una misión militar. Sin saberlo, su esposa, Lebari (Adesua Etomi) se despierta. Más adelante ocurre una sesión de confrontación y la posterior intervención del coronel Bello (Chukwuma Aligwekwe), padrino de Lebari e instructor del mayor Egan. En un campamento rebelde, Bossman (Daniel K Daniel) mata a dos de sus hombres por lo que percibe como un comportamiento indebido. Regina y Angela encuentran a un soldado aparentemente muerto. Regina lo lleva a su casa para examinarlo más a fondo, para disgusto de Angela. Después de algunas semanas de tratamiento y de ganar conciencia, el soldado se revela como el Mayor Egan pero ahora sufriendo de amnesia.
Bossman amenaza con convertir al hermano de Regina en uno de sus combatientes si Regina sigue aconsejándole que cambie sus costumbres. Regina y el Mayor Egan se acercan más a los celos de Angela. Después de un duelo con Bossman, el Mayor Egan recuerda todos los eventos de su vida anterior. Después de darse cuenta de que estaba casado, el Mayor Egan deja a Regina para dirigirse a Nigeria. Al llegar a Lagos, descubre que su antigua residencia está siendo ocupada por otras personas. Después, algunos colegas lo llevan a la oficina del coronel Bello, quien le dice que su esposa está en Abuya para una entrevista de trabajo. Más tarde se revela que el coronel Bello era responsable de su propuesta de muerte en misión militar por su intención de casarse con Lebari.
Angela pide perdón a Regina después de confesar que reveló información a Bossman debido al dolor que sintió cuando el mayor Egan rechazó sus avances. Le aconseja a Regina que vaya a Nigeria a encontrarse con Egan si está realmente enamorada de él. En Nigeria, el coronel Bello envía soldados para asesinar al mayor Egan y hacer que parezca un suicidio, pero este plan falla ante la intervención de Regina.

## Reparto

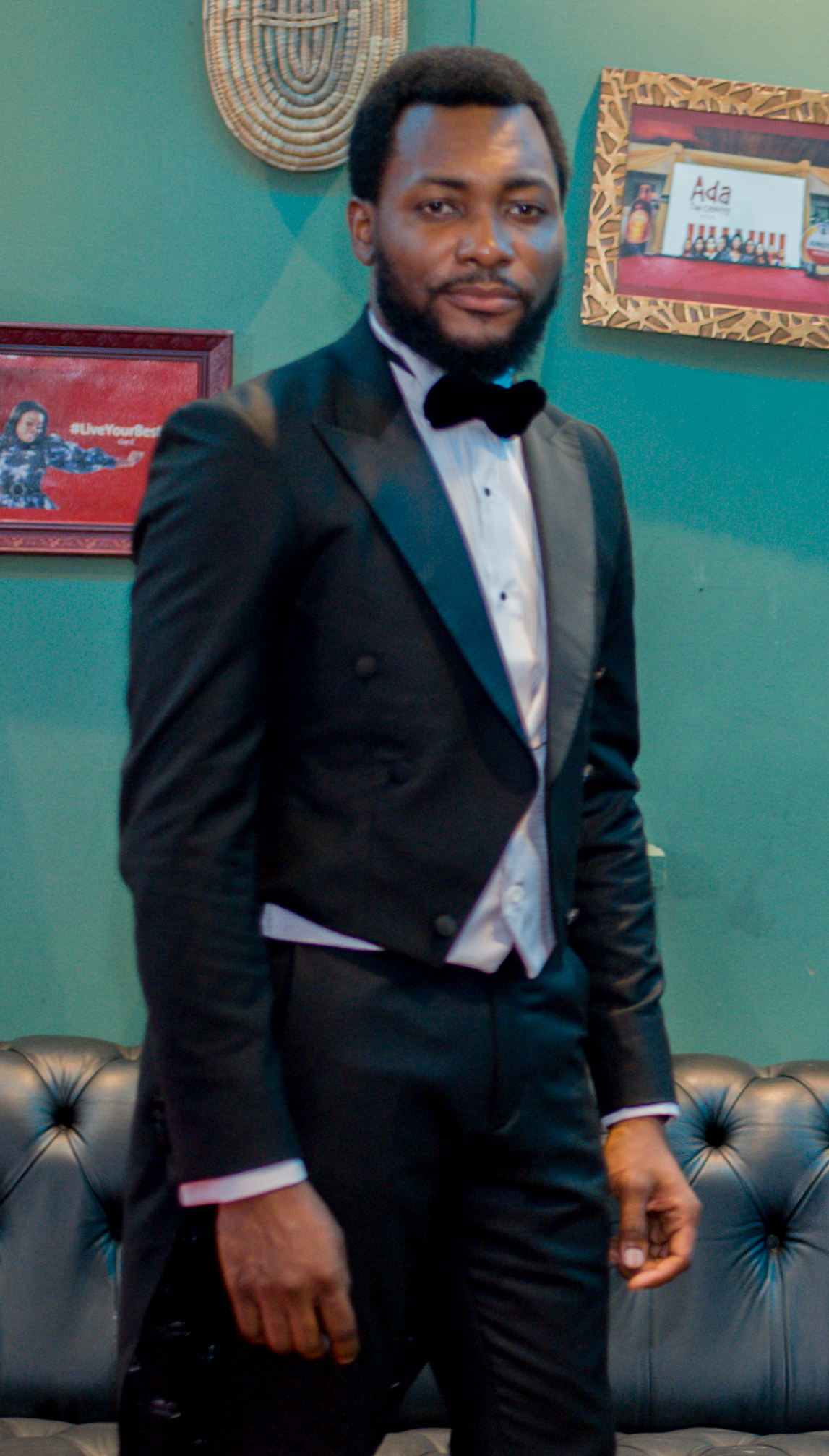
El actor nigeriano Tope Tedela protagonizó el filme

| Actor              | Personaje |
| ------------------ | --------- |
| Linda Ejiofor      | Regina    |
| Tope Tedela        | Egan      |
| Daniel K Daniel    | Bossman   |
| Adesua Etomi       | Lebari    |
| Zainab Balogun     | Angela    |
| Chukwuma Aligwekwe | Bello     |
| Sambassa Nzeribe   | Ghetto    |
| Olumide Oworu      | Edwin     |

## Premios
| Premio                                                       | Categoría                                          | Receptor         | Resultado |
| ------------------------------------------------------------ | -------------------------------------------------- | ---------------- | --------- |
| 12.ª edición de los Premios de la Academia del Cine Africano | Mejor actor                                        | Daniel K Daniel  | Ganador   |
| 12.ª edición de los Premios de la Academia del Cine Africano | Mejor maquillaje                                   |                  | Ganador   |
| 12.ª edición de los Premios de la Academia del Cine Africano | Mejor diseño de vestuario                          |                  | Nominado  |
| 12.ª edición de los Premios de la Academia del Cine Africano | Mejor diseño de producción                         |                  | Nominado  |
| 12.ª edición de los Premios de la Academia del Cine Africano | Mejores efectos visuales                           |                  | Nominado  |
| Africa Magic Viewers Choice Awards de 2016                   | Mejor actor protagónico                            | Daniel K Daniel  | Ganador   |
| Africa Magic Viewers Choice Awards de 2016                   | Mejor actor de reparto en una producción dramática | Sambassa Nzeribe | Ganador   |
| Africa Magic Viewers Choice Awards de 2016                   | Mejor actor de reparto en una producción dramática | Olumide Oworu    | Nominado  |
| Africa Magic Viewers Choice Awards de 2016                   | Mejor edición                                      | Olumide Oworu    | Nominado  |